# Đinh Tích Quân
Đinh Tích Quân (1929 – 23 tháng 11 năm 2022) là một sĩ quan cao cấp của Quân đội Nhân dân Việt Nam, hàm Thiếu tướng, nguyên Chủ nhiệm Khoa Mác–Lênin, Học viện Quốc phòng. Ngoài ra, ông còn là Phó Giáo sư và được nhà nước Việt Nam phong tặng danh hiệu Nhà giáo Ưu tú.

## Cuộc đời
Đinh Tích Quân sinh năm 1929 tại xã Tử Đà, huyện Phong Châu, tỉnh Phú Thọ. Trước năm 1954, ông làm công tác chính trị ở Sư đoàn 308 và Sư đoàn 312. Tháng 6 năm 1954, ông được bổ nhiệm làm Trợ lý tổ chức và tuyên huấn của Phòng chính trị, Sư đoàn 312. Sau khi hoàn thành việc học tại Trường Trung cao Chính trị vào tháng 7 năm 1962, ông được giữ lại làm giáo viên khoa Triết của trường. Đến tháng 4 năm 1965, ông là trợ lý và Phó trưởng ban Tổ chức của Sư đoàn 312. Tháng 9 năm 1968, ông trở thành giáo viên tại Học viện Chính trị. Ông lần lượt đảm nhiệm các vị trí Tổ trưởng Bộ môn Triết học và Phó trưởng khoa Triết học tại Học viện Chính trị.
Tháng 6 năm 1984, ông chuyển công tác sang Học viện Quân sự cấp cao (nay là Học viện Quốc phòng). Đến tháng 10 năm 1987, ông được bổ nhiệm làm Trưởng khoa Mác–Lênin của Học viện Quốc phòng và đảm nhiệm vai trò này cho đến khi về hưu vào tháng 2 năm 1999. Ngày 23 tháng 11 năm 2022, ông qua đời tại Hà Nội, thọ 93 tuổi.

## Khen thưởng
- Huân chương Quân công hạng Ba;
- Huân chương Chiến công hạng Nhì;
- Huân chương Chiến thắng hạng Ba;
- Huân chương Chiến sĩ giải phóng hạng Nhì;
- Huân chương Chiến sĩ vẻ vang hạng Nhất, Nhì, Ba;
- Huy chương Quân kỳ Quyết thắng.

## Lịch sử thụ phong quân hàm
| Cấp bậc | Đại tá | Thiếu tướng |  |  |  |  |  |  |  |  |  |  |
|         |        |             |  |  |  |  |  |  |  |  |  |  |